# Pingasa respondens
Pingasa respondens är en fjärilsart som beskrevs av Walker 1860. Pingasa respondens ingår i släktet Pingasa och familjen mätare. Inga underarter finns listade i Catalogue of Life.